# Olena Pavlukhina
Olena Pavlukhina (nascida em 1 de março de 1989) é uma ciclista azeri, da equipe feminina do Astana. Venceu, em 2016, a segunda etapa e a classificação geral da competição ciclística Gracia-Orlová.

## Olimpíadas
Participou, representando o Azerbaijão, dos Jogos Olímpicos de Verão de 2016 no ciclismo de estrada.